# Чебакса (Казань)
Чебакса (Чебокса, тат. Чабакса, Çabaqsa) — посёлок в Советском районе Казани.

## Расположение
Чебакса расположена в северо-восточной части Казани, на реке Киндерка. Севернее и восточнее находится объездная дорога, западнее — Белянкино, южнее — коттеджные посёлки.

## История
Чебакса возникла не позднее периода Казанского ханства. В первые века после взятия Казани русскими являлось дворцовым селом.
Четвёртая ревизия 1781 года выявила в деревне 287 ревизских душ дворцовых крестьян.
На конец XIX века деревня имела земельный надел площадью 2416,5 десятины; кроме сельского хозяйства значительная часть жителей села занималась кузнечным промыслом. Во второй половине XIX века Чебакса стала крупным центром кузнечного ремесла; изделия чебаксинской ковки украшали (и украшают) многие дома в историческом центре Казани. В церковно-административном отношении входила в приход села Царицыно Воскресенской волости.
С середины XIX века до 1924 года деревня входила в Кощаковскую волость Казанского уезда Казанской губернии (с 1920 года — Арского кантона Татарской АССР), после укрупнения волостей в 1924 году Чебакса отошла к Воскресенской волости. После введения районного деления в Татарской АССР в составе Казанского пригородного (1927–1938), Столбищенского (1938–1959), Высокогорского (1959–1963), Пестречинского (1963–1965) и вновь Высокогорского (1965–2008) районов Татарской АССР (Республики Татарстан). На низшем административном уровне в советское время входила в Чебаксинский сельсовет, образованный в 1918 году и являлось его административным центром (1918–1959), затем в Константиновский сельсовет (с 2005 года сельское поселение).
В 2008 году Чебакса присоединена к Советскому району Казани.

## Улицы
- Александра Кирсанова
- Анатолия Чепуренко
- Безмятежная
- Беркутова
- Василия Михайлова
- Галляма Мурзаханова
- Германа Одноценова
- Дорожная
- Заводская
- Заречная
- 2-я Заречная
- Зелёная
- Земная
- Каретная
- Млечная
- Мунира Агишева
- Нагорная
- Осталар
- Павла Фролова
- Пикина
- Саулык переулок
- Сергея Соколова
- Советская
- Современников
- Совхозная
- Тимерчеляр
- Тыйнаклык
- Чапаева
- Школьная

## Транспорт
До посёлка ходит автобусный маршрут № 84.